# 魚住樂處
魚住 樂處（うおずみ らくしょ、文化6年9月（1809年） - 明治8年（1875年）2月）は、江戸時代後期の儒学者（朱子学派）。明治時代の教育者、政治家。名は明識（「名誠」との記載もあり）。字（あざな）は明晶。通称は三郎八。樂處はその号。福岡藩藩儒。

## 経歴
魚住明倫の子として筑前国に生まれる。藩校修猷館に学ぶ。
天保5年（1834年）修猷館指南加勢見習となり、天保14年（1843年）郡代となる。嘉永3年（1850年）致仕する。
慶応元年（1865年）勤王の国事に奔走したため、志士と共に禁錮せらること3年。明治2年（1869年）抜擢されて修猷館の文学教授兼伴読となり、明治4年（1871年）藩政に参画し、福岡藩権大参事に任ぜられる。
明治8年（1875年）没し、博多の円覚寺に葬られた。